# Trachinotus teraia
 Trachinotus teraia és una espècie de peix de la família dels caràngids i de l'ordre dels perciformes.

## Morfologia
Els mascles poden assolir els 68 cm de longitud total.

## Distribució geogràfica
Es troba des del Senegal fins al Gabon, incloent-hi Cap Verd.